# Заборово (Ольштинський повіт)
Заборово (пол. Zaborowo, нім. Saborowen, 1938-45: Heideberg) — село в Польщі, у гміні Пурда Ольштинського повіту Вармінсько-Мазурського воєводства.
У 1975-1998 роках село належало до Ольштинського воєводства.